# Cmentarz w Lubowidzu
Cmentarz w Lubowidzu – ewangelicki cmentarz wiejski położony w Lubowidzu. Znajduje się około kilometra na północny wschód od centrum miejscowości w niedużym lesie.

Ostatnie pochówki miały miejsce "około" 1945 roku. Cmentarz zrujnowany, brak zabezpieczeń. Na istniejących elementach nagrobków ślady usuwania krzyży i innych elementów metalowych w celu pozyskania złomu. 

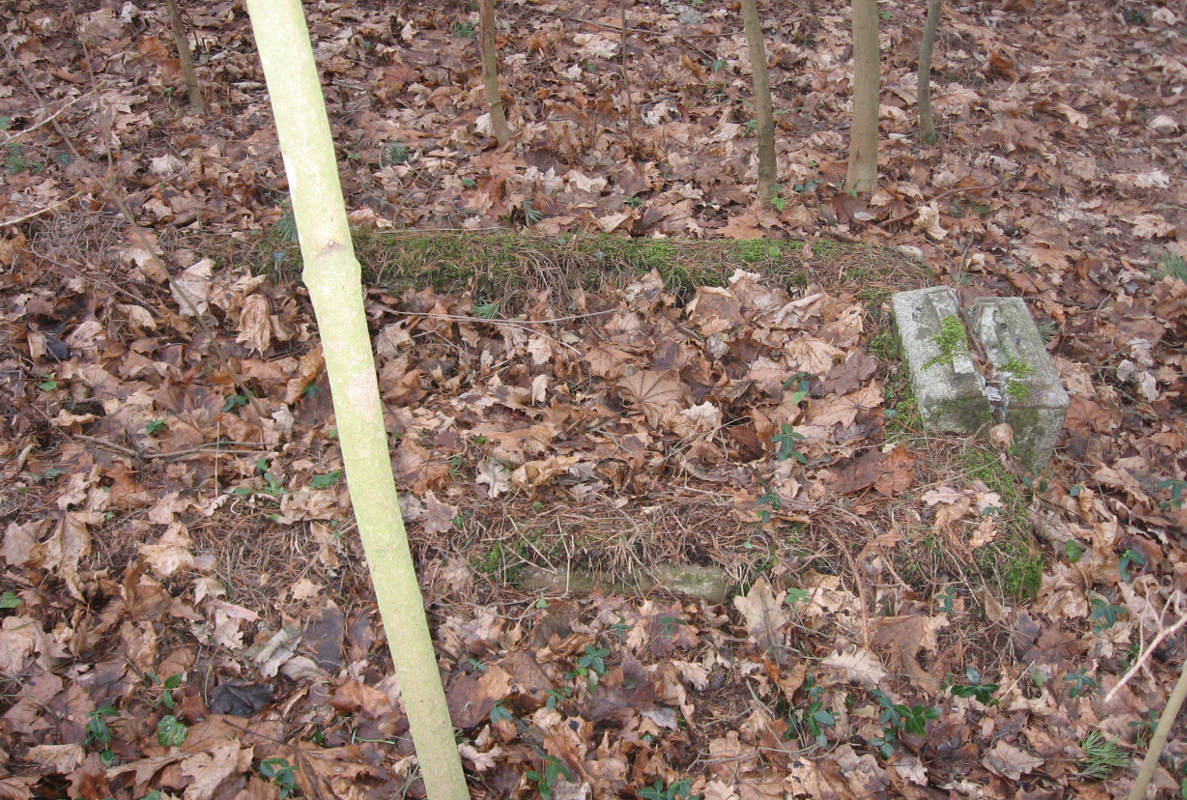
Zdewastowany nagrobek na lubowidzkim cmentarzu, stan na 2012 rok.